# Saison 1 de Numbers
Chronologie
Saison 2
Cet article présente le guide des épisodes de la première saison de la série télévisée américaine Numb3rs.

## Distribution de la saison

### Acteurs principaux
- Rob Morrow (VF : Éric Aubrahn) : Don Eppes
- David Krumholtz (VF : Xavier Béja) : Charles « Charlie » Eppes
- Judd Hirsch (VF : Jean-Pierre Moulin) : Alan Eppes
- Sabrina Lloyd (VF : Barbara Tissier) : Terry Lake
- Peter MacNicol (VF : Denis Boileau) : Lawrence « Larry » Fleinhardt
- Alimi Ballard (VF : Jérôme Rebbot) : David Sinclair
- Navi Rawat (VF : Julie Dumas) : Amita Ramanujan

### Acteurs récurrents et invités
- Lou Diamond Phillips (VF : Marc Saez) : Agent Ian Edgerton (1 épisode - récurrence à travers la série)

## Épisodes

### Épisode 1:Le Point d'origine
- États-Unis /  Canada : 23 janvier 2005 sur CBS / Global
- Québec : 3 janvier 2006 sur Ztélé
- France : 14 avril 2006 sur M6

### Épisode 2:Le Démineur
- États-Unis : 28 janvier 2005 sur CBS
- Québec : 10 janvier 2006 sur Ztélé
- France : 14 avril 2006 sur M6

### Épisode 3:Patient zéro
- États-Unis : 4 février 2005 sur CBS
- Québec : 17 janvier 2006 sur Ztélé
- France : 14 avril 2006 sur M6

### Épisode 4:Une question de perspective
- États-Unis : 11 février 2005 sur CBS
- Québec : 24 janvier 2006 sur Ztélé
- France : 21 avril 2006 sur M6

### Épisode 5:Le Génie
- États-Unis : 18 février 2005 sur CBS
- Québec : 31 janvier 2006 sur Ztélé
- France : 28 avril 2006 sur M6

Neil Patrick Harris : Ethan Burdick

### Épisode 6:Sabotage
- États-Unis : 25 février 2005 sur CBS
- Québec : 7 février 2006 sur Ztélé
- France : 6 mai 2006 sur M6

### Épisode 7:L'Art et la Manière
- États-Unis : 11 mars 2005 sur CBS
- Québec : 14 février 2006 sur Ztélé
- France : 12 mai 2006 sur M6

Sarah Wayne Callies
Pas de modèle mathématique en particulier dans cet épisode mais plusieurs approches.
- Par exemple, Charlie établit d'abord un algorithme qui travaille une image numérique peu détaillée en extrapolant sur les données à disposition afin d'affiner les détails de l'image en question (en l'occurrence, dans l'épisode, la photo d'un braquage).
- Ensuite, il démontre mathématiquement par analyse des tracés et des dessins que des faux billets ont été réalisés par des artistes différents.
- Il analyse aussi le mode séquentiel de distribution des faux billets sur le marché.
- Finalement, il découvre un palimpseste – dissimulant un message secret –, dans un faux billet, qui va permettre de remonter jusqu'aux criminels.

### Épisode 8:Le Coupable idéal
- États-Unis : 1er avril 2005 sur CBS
- Québec : 21 février 2006 sur Ztélé
- France : 19 mai 2006 sur M6

Pas de modèle mathématique en particulier dans cet épisode mais plusieurs mentions dans ce domaine :
- En début d'épisode, Charlie joue au poker et ses capacités en matière de calcul des probabilités en font un bon joueur malgré son inexpérience du jeu.
- Charlie mentionne préparer une intervention sur les entrelacements de racines de polynômes.
- Les progressions géométriques sont abordées avec l'exemple connu de la feuille de papier que l'on replie un certain nombre de fois. Charlie questionne quelle épaisseur théorique (car il est évidemment impossible de le réaliser) aurait une feuille de papier normale pliée et repliée douze fois, ou même cinquante fois sur elle-même ? La réponse est simple mais surprenante et fait appel aux puissances de 2. Une feuille d'une épaisseur (base de calcul utilisée :) de 0,011 cm pliée douze fois sur elle-même donne une épaisseur de 45 cm (0,011 cm × 212) ; celle pliée cinquante fois (0,011 cm × 250 = 0,011 cm × 1,126 × 1015 = 123,85 mio km) donne une distance de l'ordre de grandeur de celle du soleil à la Terre. Le criminel recherché dans cette histoire a utilisé un tel système pyramidal à progression géométrique pour subtiliser 524 288 dollars (219), ce qui paraît peu probable en termes de réalisation.
- Charlie traite ensuite de la problématique de la logique des énoncés : il inscrit les chiffres de 1 à 6 sur une feuille et demande à l'inspectrice Lake de « choisir un nombre ». Elle donne le trois, puis le six, finalement le un. Il la questionne pourquoi elle n'a pas choisi trois mille ou zéro puisque l'énoncé ne précisait rien à cet égard ; « C'était supposé » répond-elle. Ainsi, Charlie démontre que certaines parties d'une enquête contiennent également des suppositions, en l'occurrence la reconnaissance d'un criminel dans un panel par un témoin, lequel présuppose que ledit criminel en fait partie, ce qui n'est pas forcément le cas. Charlie essaie donc de développer une application d'analyse statistique concernant les modes d'identification des témoins.
- Charlie s'étonne qu'aucune marge d'erreur potentielle ne soit annoncée lors de l'identification d'empreintes digitales.
- L'expérience du chat de Schrödinger est mentionnée de manière simplifiée.

### Épisode 9:Le Sniper
- États-Unis : 15 avril 2005 sur CBS
- Québec : 28 février 2006 sur Ztélé
- France : 26 mai 2006 sur M6

Lou Diamond Phillips
- Charlie établit une modélisation de la trajectoire des balles, tenant compte des variables suivantes (liste non exhaustive) : vitesse de la balle, pression atmosphérique, angle de la blessure, position du corps, vitesse du vent, pour remonter à l'origine du tir, mais ses résultats tombent en désaccord avec ceux d'un spécialiste. Charlie, comprenant où se situe la carence, est contraint d'acquérir de l'expérience en allant tirer sur des cibles.
- Sur la base de régressions mathématiques, Charlie analyse différents aspects des forfaits et en tire un graphe qui démontre que derrière le prétendu sniper isolé se cachent en fait plusieurs criminels. Plus tard, il revoit son approche pour expliquer qu'un seul tireur a commis la moitié des meurtres.

### Épisode 10:Jeu de piste
- États-Unis : 22 avril 2005 sur CBS
- Québec : 7 mars 2006 sur Ztélé
- France : 2 juin 2006 sur M6

- Sur la base de certaines variables (dont la principale est la quantité de matière radioactive dérobée, Charlie va calculer, avec l'aide de son ami le professeur Larry Fleinhardt, physicien, la surface qui pourrait être éventuellement infectée. S'agissant d'un lieu précis dans la cité, le père de Charlie et Don, ancien urbaniste, sera d'une grande aide.
  - Les traducteurs français ont fait quelques erreurs de calcul pour cette scène. Charlie arrive au résultat de « 25 600 » qu'il inscrit sur son tableau noir (sans noter aucune unité de mesure) et, dans la version française, il commente qu'une surface d'environ 26 000 m2 pourrait être touchée. Son frère Don transforme ce montant de 25 à 30 kilomètres carrés, ce que Charlie confirme. Ils évoquent même que cette surface peut correspondre à un, voire deux quartiers.
26 000 m2 donnent 0,026 km2 et, dans l'autre sens, 26 km2 donnent 26 000 000 m2
26 000 m2 donneraient un assez petit quartier (un carré de 160 m de côté) alors que 26 km2 correspondraient à un très grand quartier (environ 5 km de côté).
  - Dans la version originale anglaise, Charlie dit « It's about 26 000 square meters. » (« C'est à peu près 26 000 mètres carrés. ») et Don commente immédiatement « That's like a tenth of a mile on each side, right? A city block. » (« C'est environ un dixième de mile de côté, n'est-ce-pas ? Un pâté de maisons. »)
Ces chiffres sont corrects : 26 000 m2 correspondent à 0,010 039 miles carrés (« square miles ») et 0,1 mile au carré donne 0,01 mile carré.
Il n'est pas étonnant d'entendre Charlie s'exprimer en système métrique puisqu'il est mathématicien. Il est plus douteux de croire que Don puisse effectuer la transformation immédiatement (ou alors la famille Eppes possède deux génies). Un bloc est une forme urbanistique très américaine (entre autres), due à la structure des rues parallèles et perpendiculaires à angles droits (voir Plan hippodamien). Un carré de 160 mètres de côté est courant à Los Angeles.
Voir également Conversion des unités et Métrification pour la thématique de l'utilisation du système métrique dans le monde.
- Afin de faire parler les criminels arrêtés pour découvrir où ils ont dissimulé le césium 137, Charlie suggère de les réunir et de confronter chacun d'entre eux à une estimation mathématique du risque qu'il court, tenant compte de variables comme l'âge, la vie de famille, le casier judiciaire, etc. Il applique ainsi le dilemme du prisonnier cher à la théorie des jeux en commentant qu'il s'agit de tirer le profit maximum d'une situation complexe et que l'un des prisonniers du FBI a beaucoup plus à perdre que les autres (il va sans dire que l'intéressé cède immédiatement et dénonce ses camarades...).
  - Le dilemme du prisonnier est ici appliqué quasi à l'envers puisque les prisonniers sont réunis et peuvent, d'une certaine manière, communiquer (alors que, dans le dilemme, ils ne peuvent justement pas communiquer).

### Épisode 11:Science sans conscience
- États-Unis : 29 avril 2005 sur CBS
- Québec : 14 mars 2006 sur Ztélé
- France : 23 juin 2006 sur M6

Joseph Gordon-Levitt : Scott Reynolds, l'assistant du chercheur
- Le FBI découvre que des programmes et données sensibles ont été modifiés et rendus illisibles sur un disque dur et Charlie va composer un algorithme qui, sur la base de l'empreinte laissée par le programme destructeur, va restituer les informations d'origine.
- Cela étonne tout le monde : les données restaurées sont constituées de statistiques sur le baseball, très prisées dans ce sport aux États-Unis, ce qui, entre autres, permet à l'entraîneur de décider quel joueur va jouer quand. Cf. Statistiques au baseball. Mais quel rapport avec le crime ?
- Charlie imagine que les statistiques sur le baseball, tel un palimpseste, dissimulent d'autres données plus sensibles et les découvre : le physicien assassiné travaillait sur un modèle qui permettrait de prévoir, sur la base de nombreuses variables, la réussite sociale ou non de tel individu dans tel environnement, ce qui pourrait avoir une forte influence – orientée et peu sociale – sur l'attribution par les collectivités des subventions en fonction de leur rentabilité.
- Dans cet épisode est évoquée une technologie, le Van Eck phreaking (littéralement le piratage Van Eck, du nom de son découvreur), qui, au moyen d'une antenne, permet de reconstituer un signal ou une information (en l'occurrence un écran d'ordinateur) à partir des ondes et champs magnétiques émis par un émetteur[12].

### Épisode 12:Rêve de gloire
- États-Unis : 6 mai 2005 sur CBS
- Québec : 21 mars 2006 sur Ztélé
- France : 30 juin 2006 sur M6

- Don a confié à son frère Charlie une pile de dossiers non résolus afin qu'il étudie si une approche mathématique pourrait faire avancer leur résolution : il commente qu'ils évoquent pour lui plus la théorie du chaos qu'autre chose.
- Charlie se voit confier une tâche subalterne, reconstituer le vol de l'objet mystérieux sur la base des témoignages (alors que n'importe quel inspecteur en aurait été capable).
- Charlie va utiliser un algorithme de squish squash afin d'isoler mathématiquement un signal spécifique perdu parmi d'autres, en l'occurrence la trace laissée par l'objet volant mystérieux sur le radar au milieu d'autres objets volants ainsi que du bruit de fond ; ils vont ainsi pouvoir identifier les lieux de décollage et d'atterrissage de l'objet recherché.
  - Cette isolation s'illustre ainsi : {\displaystyle \xi (x)=\xi k(x)-1,\xi k(x)={\frac {\phi (g(x,Y_{k}))\det(\nabla _{y}g(x,Y_{k}))}{\phi (Y_{k})}}}
- Sur la base de sept signaux radar, Charlie et son assistante Amita vont établir une image en 3D de l'objet volant mystérieux.
- Selon une analogie avec le golf (une balle de golf se perd de manière optimale au milieu d'autres balles de golf), Charlie va utiliser les informations du radar météo (qui ne détecte pas le métal) pour retrouver où se cache le prototype élaboré en matériaux composites.

### Épisode 13:Chasse à l'homme
- États-Unis : 13 mai 2005 sur CBS
- Québec : 28 mars 2006 sur Ztélé
- France : 7 juillet 2006 sur M6

- Charlie aide le FBI pour déterminer les causes de l'accident du bus convoyeur ayant permis la fuite des deux prisonniers. Sur la base d'une analyse qui fait intervenir une chaîne de Markov, il en déduit qu'il ne s'agissait pas d'un accident. Expliquant ladite chaîne, Charlie précise qu'il s'agit d'une « suite de variables aléatoires dont l'estimation à un instant donné dépend de la valeur de ces variables estimées à l'instant précédent » (les pages de recherche Google sont classées selon le système du PageRank, lequel se base sur une chaîne de Markov), qu'on parle de « probabilité transitionnelle », que les calculs sont confirmés par les formules de Kolmogorov et le théorème de Bayes.
- Ensuite, Charlie établit une méthodologie pour traquer les déplacements des fugitifs en fonction des zones où il y a une forte probabilité qu'ils se rendent (famille, amis...). Comme il dispose d'une surabondance d'informations, il doit également déterminer lesquelles présentent la plus grande probabilité d'authenticité.
- Charlie donne un cours pendant lequel il démontre que faire confiance à l'instinct n'est pas soutenu par les mathématiques. Il prend trois cartes derrière lesquelles se cachent l'image d'une voiture et deux chèvres et demande à une personne de l'assistance de trouver la voiture. Cette personne désigne une carte, qui est retournée et qui révèle une chèvre : il y avait une chance sur trois de tomber sur la voiture. Dans une deuxième étape où subsistent deux cartes, Charlie demande si la personne désire modifier son premier choix pour trouver la voiture. Elle répond que non puisqu'elle dispose maintenant d'une chance sur deux de découvrir la voiture. Charlie explique alors que changer d'avis à cet instant double les chances de tomber sur la voiture car, au départ, il y avait deux chances sur trois de tomber sur une chèvre, donc que la première carte choisie est probablement une chèvre, donc que changer d'avis à la dernière étape du jeu présente une meilleure probabilité de tomber sur la voiture.